# 懷特阿什 (伊利諾伊州)
懷特阿什（英語：Whiteash）是位於美國伊利諾伊州威廉森縣的一個人口普查指定地區。

## 地理
懷特阿什的座標為37°47′18″N 88°55′35″W / 37.78833°N 88.92639°W，而該地最高點為海拔高度134米（即440英尺）。

## 人口
根據2010年美國人口普查的數據，懷特阿什的面積為2.30平方千米，當中陸地面積為2.25平方千米，而水域面積為0.05平方千米。當地共有人口268人，而人口密度為每平方千米116.52人。